# Kleinstadthelden
Die kleinstadthelden waren eine 2004 gegründete deutsche Pop-Rock-Band.

## Geschichte
Die kleinstadthelden wurden als Trio von Simon Lam, Max Krämer und Nici Kapsalis in Osterholz-Scharmbeck gegründet. Nach einigen Konzerten kam mit Felix Weidenhöfer ein zweiter Gitarrist dazu und es folgten deutschlandweite Konzerte und eine EP. 2007 verließ Nici Kapsalis die Band und wurde durch Nils Freesemann ersetzt. 2008, vor Veröffentlichung ihres Debütalbums Resignation und Aufstehen, verließ auch Max Krämer die kleinstadthelden. Er wurde später durch Uli Wortmann, den Produzenten der Kleinstadthelden, ersetzt. Die Band trat unter anderem mit Silbermond, Nena und der New Model Army auf. Am 10. September 2010 veröffentlichte die Band ihr zweites Studioalbum Osterholz-Scharmbeck. Bereits am 27. August 2010 war die erste Singleauskopplung des neuen Albums, der Song Indie Boys, veröffentlicht worden. Am 1. Oktober 2010 vertrat die Band das Land Bremen im Rahmen des Bundesvision Song Contests 2010 in Berlin und belegte dabei zusammen mit Blockflöte des Todes aus Sachsen den 11. Platz mit 20 Punkten. 2011 waren sie auf der Tour von Lena Meyer-Landrut bei sechs Auftritten als Vorband zu hören.
Die Band hatte 2013 ihre Auflösung angekündigt; das letzte Konzert fand am 30. November 2013 in Bremen statt.

## Diskografie
Alben
- 2008: Resignation und Aufstehen
- 2010: Osterholz-Scharmbeck